# 英国アカデミー賞 監督賞
英国アカデミー賞 監督賞（BAFTA Award for Best Direction）は、英国映画テレビ芸術アカデミーが与える賞の一つである。

## 歴史
この部門は以前はデヴィッド・リーン監督賞（David Lean Award for Achievement in Direction）という名称だった。最多受賞者は2回のジョン・シュレシンジャー、ロマン・ポランスキー、ウディ・アレン、アラン・パーカー、ルイ・マル、ジョエル・コーエン、ピーター・ウィアー、アン・リー、アルフォンソ・キュアロンである。最多候補者は10回のマーティン・スコセッシである。
1985年公開作を対象とした第39回英国アカデミー賞ではこの部門の受賞者及び候補者は発表されていない。

## 受賞とノミネートの一覧

### 1960年代
| 年                         | 監督                 | 作品 |
| -------------------------- | -------------------- | ---- |
| 1968 第22回                |                      |      |
| マイク・ニコルズ           | 卒業                 |      |
| リンゼイ・アンダーソン     | If もしも....        |      |
| キャロル・リード           | オリバー!            |      |
| フランコ・ゼフィレッリ     | ロミオとジュリエット |      |
| 1969 第23回                |                      |      |
| ジョン・シュレシンジャー   | 真夜中のカーボーイ   |      |
| リチャード・アッテンボロー | 素晴らしき戦争       |      |
| ケン・ラッセル             | 恋する女たち         |      |
| ピーター・イェーツ         | ブリット             |      |

### 1970年代
| 年                             | 監督                              | 作品 |
| ------------------------------ | --------------------------------- | ---- |
| 1970 第24回                    |                                   |      |
| ジョージ・ロイ・ヒル           | 明日に向って撃て!                 |      |
| ロバート・アルトマン           | M★A★S★H マッシュ                  |      |
| デヴィッド・リーン             | ライアンの娘                      |      |
| ケン・ローチ                   | ケス                              |      |
| 1971 第25回                    |                                   |      |
| ジョン・シュレシンジャー       | 日曜日は別れの時                  |      |
| ミロス・フォアマン             | パパ/ずれてるゥ!'                 |      |
| ジョゼフ・ロージー             | 恋                                |      |
| ルキノ・ヴィスコンティ         | ベニスに死す                      |      |
| 1972 第26回                    |                                   |      |
| ボブ・フォッシー               | キャバレー                        |      |
| ピーター・ボグダノヴィッチ     | ラスト・ショー                    |      |
| ウィリアム・フリードキン       | フレンチ・コネクション            |      |
| スタンリー・キューブリック     | 時計じかけのオレンジ              |      |
| 1973 第27回                    |                                   |      |
| フランソワ・トリュフォー       | アメリカの夜                      |      |
| ルイス・ブニュエル             | ブルジョワジーの秘かな愉しみ      |      |
| ニコラス・ローグ               | 赤い影                            |      |
| フレッド・ジンネマン           | ジャッカルの日                    |      |
| 1974 第28回                    |                                   |      |
| ロマン・ポランスキー           | チャイナタウン                    |      |
| フランシス・フォード・コッポラ | カンバセーション…盗聴…            |      |
| シドニー・ルメット             | オリエント急行殺人事件 / セルピコ |      |
| ルイ・マル                     | ルシアンの青春                    |      |
| 1975 第29回                    |                                   |      |
| スタンリー・キューブリック     | バリー・リンドン                  |      |
| シドニー・ルメット             | 狼たちの午後                      |      |
| マーティン・スコセッシ         | アリスの恋                        |      |
| スティーヴン・スピルバーグ     | ジョーズ                          |      |
| 1976 第30回                    |                                   |      |
| ミロス・フォアマン             | カッコーの巣の上で                |      |
| アラン・J・パクラ              | 大統領の陰謀                      |      |
| アラン・パーカー               | ダウンタウン物語                  |      |
| マーティン・スコセッシ         | タクシードライバー                |      |
| 1977 第31回                    |                                   |      |
| ウディ・アレン                 | アニー・ホール                    |      |
| リチャード・アッテンボロー     | 遠すぎた橋                        |      |
| ジョン・G・アヴィルドセン      | ロッキー                          |      |
| シドニー・ルメット             | ネットワーク                      |      |
| 1978 第32回                    |                                   |      |
| アラン・パーカー               | ミッドナイト・エクスプレス        |      |
| ロバート・アルトマン           | ウエディング                      |      |
| スティーヴン・スピルバーグ     | 未知との遭遇                      |      |
| フレッド・ジンネマン           | ジュリア                          |      |
| 1979 第33回                    |                                   |      |
| フランシス・フォード・コッポラ | 地獄の黙示録                      |      |
| ウディ・アレン                 | マンハッタン                      |      |
| マイケル・チミノ               | ディア・ハンター                  |      |
| ジョン・シュレシンジャー       | ヤンクス                          |      |

### 1980年代
| 年                         | 監督                                         | 作品  |
| -------------------------- | -------------------------------------------- | ----- |
| 1980 第34回                |                                              |       |
| 黒澤明                     | 影武者                                       |       |
| ロバート・ベントン         | クレイマー、クレイマー                       |       |
| デイヴィッド・リンチ       | エレファント・マン                           |       |
| アラン・パーカー           | フェーム                                     |       |
| 1981 第35回                |                                              |       |
| ルイ・マル                 | アトランティック・シティ                     |       |
| ビル・フォーサイス         | グレゴリーズ・ガール                         |       |
| ヒュー・ハドソン           | 炎のランナー                                 |       |
| カレル・ライス             | フランス軍中尉の女                           |       |
| 1982 第36回                |                                              |       |
| リチャード・アッテンボロー | ガンジー                                     |       |
| コスタ＝ガヴラス           | ミッシング                                   |       |
| マーク・ライデル           | 黄昏                                         |       |
| スティーヴン・スピルバーグ | E.T.                                         |       |
| 1983 第37回                |                                              |       |
| ビル・フォーサイス         | ローカル・ヒーロー                           |       |
| ジェームズ・アイヴォリー   | 熱砂の日                                     |       |
| シドニー・ポラック         | トッツィー                                   |       |
| マーティン・スコセッシ     | キング・オブ・コメディ                       |       |
| 1984 第38回                |                                              |       |
| ヴィム・ヴェンダース       | パリ、テキサス                               |       |
| ローランド・ジョフィ       | キリング・フィールド                         |       |
| セルジオ・レオーネ         | ワンス・アポン・ア・タイム・イン・アメリカ   |       |
| ピーター・イェーツ         | ドレッサー                                   |       |
| 1985 第38回                | 1985年公開作の監督の候補及び受賞者の記録無し | [ 1 ] |
| 1986 第40回                |                                              |       |
| ウディ・アレン             | ハンナとその姉妹                             |       |
| ローランド・ジョフィ       | ミッション                                   |       |
| ニール・ジョーダン         | モナリザ                                     |       |
| ジェームズ・アイヴォリー   | 眺めのいい部屋                               |       |
| 1987 第41回                |                                              |       |
| オリバー・ストーン         | プラトーン                                   |       |
| リチャード・アッテンボロー | 遠い夜明け                                   |       |
| クロード・ベリ             | 愛と宿命の泉 PARTI/フロレット家のジャン      |       |
| ジョン・ブアマン           | 戦場の小さな天使たち                         |       |
| 1988 第42回                |                                              |       |
| ルイ・マル                 | さよなら子供たち                             |       |
| ガブリエル・アクセル       | バベットの晩餐会                             |       |
| ベルナルド・ベルトルッチ   | ラストエンペラー                             |       |
| チャールズ・クライトン     | ワンダとダイヤと優しい奴ら                   |       |
| 1989 第43回                |                                              |       |
| ケネス・ブラナー           | ヘンリー五世                                 |       |
| スティーヴン・フリアーズ   | 危険な関係                                   |       |
| アラン・パーカー           | ミシシッピー・バーニング                     |       |
| ピーター・ウィアー         | いまを生きる                                 |       |

### 1990年代
| 年                           | 監督                           | 作品 |
| ---------------------------- | ------------------------------ | ---- |
| 1990 第44回                  |                                |      |
| マーティン・スコセッシ       | グッドフェローズ               |      |
| ウディ・アレン               | ウディ・アレンの重罪と軽罪     |      |
| ブルース・ベレスフォード     | ドライビング Miss デイジー     |      |
| ジュゼッペ・トルナトーレ     | ニュー・シネマ・パラダイス     |      |
| 1991 第45回                  |                                |      |
| アラン・パーカー             | ザ・コミットメンツ             |      |
| ケビン・コスナー             | ダンス・ウィズ・ウルブズ       |      |
| ジョナサン・デミ             | 羊たちの沈黙                   |      |
| リドリー・スコット           | テルマ&ルイーズ                |      |
| 1992 第46回                  |                                |      |
| ロバート・アルトマン         | ザ・プレイヤー                 |      |
| クリント・イーストウッド     | 許されざる者                   |      |
| ジェームズ・アイヴォリー     | ハワーズ・エンド               |      |
| ニール・ジョーダン           | クライング・ゲーム             |      |
| 1993 第47回                  |                                |      |
| スティーヴン・スピルバーグ   | シンドラーのリスト             |      |
| リチャード・アッテンボロー   | 永遠の愛に生きて               |      |
| ジェーン・カンピオン         | ピアノ・レッスン               |      |
| ジェームズ・アイヴォリー     | 日の名残り                     |      |
| 1994 第48回                  |                                |      |
| マイク・ニューウェル         | フォー・ウェディング           |      |
| クシシュトフ・キェシロフスキ | トリコロール/赤の愛            |      |
| クエンティン・タランティーノ | パルプ・フィクション           |      |
| ロバート・ゼメキス           | フォレスト・ガンプ/一期一会    |      |
| 1995 第49回                  |                                |      |
| マイケル・ラドフォード       | イル・ポスティーノ             |      |
| メル・ギブソン               | ブレイブハート                 |      |
| ニコラス・ハイトナー         | 英国万歳!                      |      |
| アン・リー                   | いつか晴れた日に               |      |
| 1996 第50回                  |                                |      |
| ジョエル・コーエン           | ファーゴ                       |      |
| スコット・ヒックス           | シャイン                       |      |
| マイク・リー                 | 秘密と嘘                       |      |
| アンソニー・ミンゲラ         | イングリッシュ・ペイシェント   |      |
| 1997 第51回                  |                                |      |
| バズ・ラーマン               | ロミオ+ジュリエット            |      |
| ジェームズ・キャメロン       | タイタニック                   |      |
| ピーター・カッタネオ         | フル・モンティ                 |      |
| カーティス・ハンソン         | L.A.コンフィデンシャル         |      |
| 1998 第52回                  |                                |      |
| ピーター・ウィアー           | トゥルーマン・ショー           |      |
| シェーカル・カプール         | エリザベス                     |      |
| ジョン・マッデン             | 恋におちたシェイクスピア       |      |
| スティーヴン・スピルバーグ   | プライベート・ライアン         |      |
| 1999 第53回                  |                                |      |
| ペドロ・アルモドバル         | オール・アバウト・マイ・マザー |      |
| ニール・ジョーダン           | ことの終わり                   |      |
| サム・メンデス               | アメリカン・ビューティー       |      |
| アンソニー・ミンゲラ         | リプリー                       |      |
| M・ナイト・シャマラン        | シックス・センス               |      |

### 2000年代
| 年                                           | 監督                              | 作品 |
| -------------------------------------------- | --------------------------------- | ---- |
| 2000 第54回                                  |                                   |      |
| アン・リー                                   | グリーン・デスティニー            |      |
| スティーブン・ダルドリー                     | リトル・ダンサー                  |      |
| リドリー・スコット                           | グラディエーター                  |      |
| スティーヴン・ソダーバーグ                   | トラフィック                      |      |
| スティーヴン・ソダーバーグ                   | エリン・ブロコビッチ              |      |
| 2001 第55回                                  |                                   |      |
| ピーター・ジャクソン                         | ロード・オブ・ザ・リング          |      |
| ロバート・アルトマン                         | ゴスフォード・パーク              |      |
| ロン・ハワード                               | ビューティフル・マインド          |      |
| ジャン＝ピエール・ジュネ                     | アメリ                            |      |
| バズ・ラーマン                               | ムーラン・ルージュ                |      |
| 2002 第56回                                  |                                   |      |
| ロマン・ポランスキー                         | 戦場のピアニスト                  |      |
| スティーブン・ダルドリー                     | めぐりあう時間たち                |      |
| ピーター・ジャクソン                         | ロード・オブ・ザ・リング/二つの塔 |      |
| ロブ・マーシャル                             | シカゴ                            |      |
| マーティン・スコセッシ                       | ギャング・オブ・ニューヨーク      |      |
| 2003 第57回                                  |                                   |      |
| ピーター・ウィアー                           | マスター・アンド・コマンダー      |      |
| ティム・バートン                             | ビッグ・フィッシュ                |      |
| ソフィア・コッポラ                           | ロスト・イン・トランスレーション  |      |
| ピーター・ジャクソン                         | ロード・オブ・ザ・リング/王の帰還 |      |
| アンソニー・ミンゲラ                         | コールド マウンテン               |      |
| 2004 第58回                                  |                                   |      |
| マイク・リー                                 | ヴェラ・ドレイク                  |      |
| マーク・フォースター                         | ネバーランド                      |      |
| ミシェル・ゴンドリー                         | エターナル・サンシャイン          |      |
| マイケル・マン                               | コラテラル                        |      |
| マーティン・スコセッシ                       | アビエイター                      |      |
| 2005 第59回                                  |                                   |      |
| アン・リー                                   | ブロークバック・マウンテン        |      |
| ジョージ・クルーニー                         | グッドナイト&グッドラック         |      |
| ポール・ハギス                               | クラッシュ                        |      |
| フェルナンド・メイレレス                     | ナイロビの蜂                      |      |
| ベネット・ミラー                             | カポーティ                        |      |
| 2006 第60回                                  |                                   |      |
| ポール・グリーングラス                       | ユナイテッド93                    |      |
| ジョナサン・デイトン&ヴァレリー・ファリス    | リトル・ミス・サンシャイン        |      |
| スティーヴン・フリアーズ                     | クィーン                          |      |
| アレハンドロ・ゴンサレス・イニャリトゥ       | バベル                            |      |
| マーティン・スコセッシ                       | ディパーテッド                    |      |
| 2007 第61回                                  |                                   |      |
| ジョエル・コーエン&イーサン・コーエン        | ノーカントリー                    |      |
| ポール・トーマス・アンダーソン               | ゼア・ウィル・ビー・ブラッド      |      |
| ポール・グリーングラス                       | ボーン・アルティメイタム          |      |
| フロリアン・ヘンケル・フォン・ドナースマルク | 善き人のためのソナタ              |      |
| ジョー・ライト                               | つぐない                          |      |
| 2008 第62回                                  |                                   |      |
| ダニー・ボイル                               | スラムドッグ$ミリオネア           |      |
| スティーブン・ダルドリー                     | 愛を読むひと                      |      |
| クリント・イーストウッド                     | チェンジリング                    |      |
| デヴィッド・フィンチャー                     | ベンジャミン・バトン 数奇な人生   |      |
| ロン・ハワード                               | フロスト×ニクソン                 |      |
| 2009 第63回                                  |                                   |      |
| キャスリン・ビグロー                         | ハート・ロッカー                  |      |
| ニール・ブロムカンプ                         | 第9地区                           |      |
| ジェームズ・キャメロン                       | アバター                          |      |
| ロネ・シェルフィグ                           | 17歳の肖像                        |      |
| クエンティン・タランティーノ                 | イングロリアス・バスターズ        |      |

### 2010年代
| 年                               | 監督                                              | 作品 |
| -------------------------------- | ------------------------------------------------- | ---- |
| 2010 第64回                      |                                                   |      |
| デヴィッド・フィンチャー         | ソーシャル・ネットワーク                          |      |
| ダーレン・アロノフスキー         | ブラック・スワン                                  |      |
| ダニー・ボイル                   | 127時間                                           |      |
| トム・フーパー                   | 英国王のスピーチ                                  |      |
| クリストファー・ノーラン         | インセプション                                    |      |
| 2011 第65回                      |                                                   |      |
| ミシェル・アザナヴィシウス       | アーティスト                                      |      |
| トーマス・アルフレッドソン       | 裏切りのサーカス                                  |      |
| リン・ラムジー                   | 少年は残酷な弓を射る                              |      |
| ニコラス・ウィンディング・レフン | ドライヴ                                          |      |
| マーティン・スコセッシ           | ヒューゴの不思議な発明                            |      |
| 2012 第66回                      |                                                   |      |
| ベン・アフレック                 | アルゴ                                            |      |
| キャスリン・ビグロー             | ゼロ・ダーク・サーティ                            |      |
| ミヒャエル・ハネケ               | 愛、アムール                                      |      |
| アン・リー                       | ライフ・オブ・パイ/トラと漂流した227日            |      |
| クエンティン・タランティーノ     | ジャンゴ 繋がれざる者                             |      |
| 2013 第67回                      |                                                   |      |
| アルフォンソ・キュアロン         | ゼロ・グラビティ                                  |      |
| ポール・グリーングラス           | キャプテン・フィリップス                          |      |
| スティーヴ・マックイーン         | それでも夜は明ける                                |      |
| デヴィッド・O・ラッセル          | アメリカン・ハッスル                              |      |
| マーティン・スコセッシ           | ウルフ・オブ・ウォールストリート                  |      |
| 2014 第68回                      |                                                   |      |
| リチャード・リンクレイター       | 6才のボクが、大人になるまで。                     |      |
| ウェス・アンダーソン             | グランド・ブダペスト・ホテル                      |      |
| デイミアン・チャゼル             | セッション                                        |      |
| アレハンドロ・G・イニャリトゥ    | バードマン あるいは（無知がもたらす予期せぬ奇跡） |      |
| ジェームズ・マーシュ             | 博士と彼女のセオリー                              |      |
| 2015 第69回                      |                                                   |      |
| アレハンドロ・G・イニャリトゥ    | レヴェナント: 蘇えりし者                          |      |
| トッド・ヘインズ                 | キャロル                                          |      |
| アダム・マッケイ                 | マネー・ショート 華麗なる大逆転                   |      |
| リドリー・スコット               | オデッセイ                                        |      |
| スティーヴン・スピルバーグ       | ブリッジ・オブ・スパイ                            |      |
| 2016 第70回                      |                                                   |      |
| デイミアン・チャゼル             | ラ・ラ・ランド                                    |      |
| トム・フォード                   | ノクターナル・アニマルズ                          |      |
| ケン・ローチ                     | わたしは、ダニエル・ブレイク                      |      |
| ケネス・ロナーガン               | マンチェスター・バイ・ザ・シー                    |      |
| ドゥニ・ヴィルヌーヴ             | メッセージ                                        |      |
| 2017 第71回                      |                                                   |      |
| ギレルモ・デル・トロ             | シェイプ・オブ・ウォーター                        |      |
| ルカ・グァダニーノ               | 君の名前で僕を呼んで                              |      |
| マーティン・マクドナー           | スリー・ビルボード                                |      |
| クリストファー・ノーラン         | ダンケルク                                        |      |
| ドゥニ・ヴィルヌーヴ             | ブレードランナー 2049                             |      |
| 2018 第72回                      |                                                   |      |
| アルフォンソ・キュアロン         | ROMA/ローマ                                       |      |
| ブラッドリー・クーパー           | アリー/ スター誕生                                |      |
| ヨルゴス・ランティモス           | 女王陛下のお気に入り                              |      |
| スパイク・リー                   | ブラック・クランズマン                            |      |
| パヴェウ・パヴリコフスキ         | COLD WAR あの歌、2つの心                          |      |
| 2019 第73回                      |                                                   |      |
| サム・メンデス                   | 1917 命をかけた伝令                               |      |
| ポン・ジュノ                     | パラサイト 半地下の家族                           |      |
| トッド・フィリップス             | ジョーカー                                        |      |
| マーティン・スコセッシ           | アイリッシュマン                                  |      |
| クエンティン・タランティーノ     | ワンス・アポン・ア・タイム・イン・ハリウッド      |      |

### 2020年代
| 年                                      | 監督                                               | 作品 |
| --------------------------------------- | -------------------------------------------------- | ---- |
| 2020 第74回                             |                                                    |      |
| クロエ・ジャオ                          | ノマドランド                                       |      |
| リー・アイザック・チョン                | ミナリ                                             |      |
| セーラ・ガヴロン                        | Rocks/ロックス                                     |      |
| シャノン・マーフィ                      | ベイビーティース                                   |      |
| トマス・ヴィンターベア                  | アナザーラウンド                                   |      |
| ヤスミラ・ジュバニッチ                  | アイダよ、何処へ?                                  |      |
| 2021 第75回                             |                                                    |      |
| ジェーン・カンピオン                    | パワー・オブ・ザ・ドッグ                           |      |
| ポール・トーマス・アンダーソン          | リコリス・ピザ                                     |      |
| オードレイ・ディヴァン                  | あのこと                                           |      |
| ジュリア・デュクルノー                  | TITANE/チタン                                      |      |
| 濱口竜介                                | ドライブ・マイ・カー                               |      |
| アリーム・カーン                        | アフター・ラヴ                                     |      |
| 2022 第76回                             |                                                    |      |
| エドワード・ベルガー                    | 西部戦線異状なし                                   |      |
| パク・チャヌク                          | 別れる決心                                         |      |
| トッド・フィールド                      | TAR/ター                                           |      |
| ダニエル・クワン ダニエル・シャイナート | エブリシング・エブリウェア・オール・アット・ワンス |      |
| マーティン・マクドナー                  | イニシェリン島の精霊                               |      |
| ジーナ・プリンス＝バイスウッド          | ウーマン・キング 無敵の女戦士たち                  |      |
| 2023 第77回                             |                                                    |      |
| クリストファー・ノーラン                | オッペンハイマー                                   |      |
| ブラッドリー・クーパー                  | マエストロ: その音楽と愛と                         |      |
| ジョナサン・グレイザー                  | 関心領域                                           |      |
| アンドリュー・ヘイ                      | 異人たち                                           |      |
| アレクサンダー・ペイン                  | ホールドオーバーズ 置いてけぼりのホリディ          |      |
| ジュスティーヌ・トリエ                  | 落下の解剖学                                       |      |
| 2024 第78回                             |                                                    |      |
| ブラディ・コーベット                    | ブルータリスト                                     |      |
| ジャック・オーディアール                | エミリア・ペレス                                   |      |
| ショーン・ベイカー                      | ANORA アノーラ                                     |      |
| エドワード・ベルガー                    | 教皇選挙                                           |      |
| コラリー・ファルジャ                    | サブスタンス                                       |      |
| ドゥニ・ヴィルヌーヴ                    | デューン 砂の惑星PART2                             |      |